# متیو لکی
متیو الن لکی (انگلیسی: Mathew Allan Leckie؛ زاده ۴ فوریهٔ ۱۹۹۱) یک بازیکن فوتبال اهل استرالیا است.
وی همچنین در تیم ملی فوتبال استرالیا بازی کرده‌است.